# 한국교회복지사회
한국교회복지사회(韓國敎會福祉士會,The Christian Welfare Member Association of Korea)는 대한민국 문화체육관광부에 등록된 민간자격 등록관리기관이며, 교회복지사 자격을 취득한 명예회원, 정회원, 준회원, 일반회원 및 교회복지 실천을 지원 및 협력하는 협력회원, 자원봉사회원의 단체이다. 교회복지사 자격취득과 관련된 검정 및 관리업무는 자격검정관리위원회에서 별도로 담당하고 있다.